# Casa de Courtenay

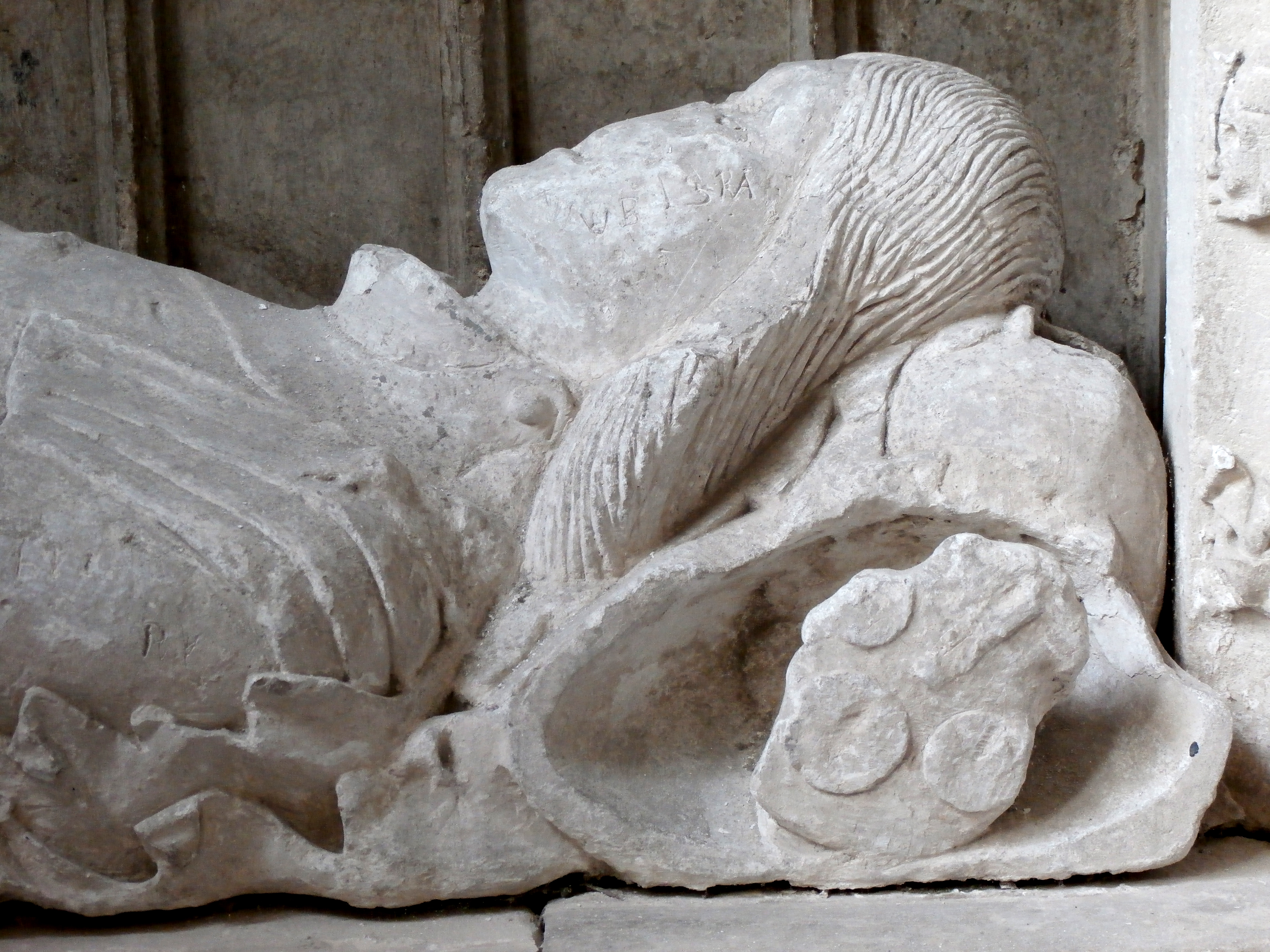
Tomba de Guillem de Courtenay.

Courtenay fou una important senyoria del regne de França centrada al castell de Courtenay al Gâtinais (avui departament de Loiret), originada en Ató, castellà de Châteaurenard que vivia al començament del segle xi i va formar la senyoria vers 1030. El seu fill i successor Joscelí I de Courtenay (1034- després del 1065) va succeir al seu pare vers 1060, es va casar amb Hildegarda de Château Landon al Gâtinais (filla de Jofré II Ferriol senyor de Château Landon i comte de Gâtinais, i en segones noces amb Isabel de Montlhéry, filla de Guiu el Gran senyor de Montlhéry, i va tenir una filla amb la primera i sis fills amb la segona: Vaindemonda casada amb Renard II comte de Joigny; Esteve (tronc a través del seu fill Adam dels vescomtes de Melun); Hodierna, casada amb Jofré II senyor de Joinville; Miló, hereu de Courtenay (+ després de 1133, probablement vers 1147); Joscelí de Courtenay, príncep de Galilea (vers 1114) i comte d'Edessa (1118) com a Joscelí I d'Edessa tronc dels comtes d'Edessa; Jofré "Xarpalu" de Courtenay (+ vers [1137/1139]) participant en la primera croada; i Renald.
Miló es va casar amb una dama desconeguda i després (en segones noces) amb Elisabet de Nevers (filla de Renald II de Nevers i Auxerre), i va tenir tres fills: Guillem que segueix; Joscelí i Renald, successor de Guillem.
Guillem va ser senyor poc temps, de vers el 1147 a mitjan segle. Mort sense successió, la senyoria va passar al seu germà Renald (+ 27 de setembre d'entre 1189 i 1194). Va perdre les seves propietats a França per un enfrontament amb el rei Lluís VII de França durant la segona Croada que el francès va entregar al seu germà petit Pere de França que es va casar amb la filla de Renald, Elisabet. Pel mateix temps (1161) va rebre la senyoria de Sutton al Berkshire a Anglaterra. Es va casar amb Helvis de Donjon i en segones noces amb Hawisa d'Avranches, i va tenir almenys tres fills amb la primera dona i un amb la segona: Guillem (+ abans de 1190); Renald (+ 27 de setembre de 1194) tronc dels earls de Devon; i Elisabet (+ 14 de setembre de 1205) casada amb Pere de França (+ a Palestina entre 1180 i 1183, fill del rei Lluís VI de França i germà de Lluís VII; i Robert (+ vers 1207/1209) del segon matrimoni, que fou lord de Sutton al Berkshire i sheriff de Cumberland, casat amb Maud FitzUrse i després amb Alícia FitzDuncan i fou pare de Guillem de Courtenay lord de Montgomery (30 de juny del 1207).
La dinastia capeta iniciada per Elisabet de Courtenay i Pere de França (senyor de Courtenay, de Montargis, de Château-Renard, de Champignelles, de Tanlay, de Charny i de Charenton del 1161 al 1180/1183) va continuar amb el seu fill Pere II de Courtenay. Es va casar el 1184 amb Agnès de Nevers, enllaç pel qual va obtenir per dret uxori els comtats de Nevers, Auxerre i Tonnerre (1184-1193). Més tard es va casar amb Violant o Iolanda de Flandes, germana de Balduí I i d'Enric I de Flandes que foren el primer i el segon emperadors llatins. El 1190 Pere va acompanyar al seu cosí el rei francès Felip August, a la croada; va lluitar més tard contra els albigesos (1209 i 1211) i va estar present a la batalla de Bouvines el 1214. D'acord amb el pactat en el matrimoni amb la segona esposa, aquesta va rebre el marquesat de Namur a la mort del germà de Violant, Felip I el Noble (1212 o 1213), i el seu marit Pere passava a ser comte i marquès de Namur tant per dret uxori com per propi dret resultant del pacte. Un altre cunyat de Pere, Enric I de Flandès, emperador llatí, va morir el 1216 sense fills i els barons van escollir Pere I de Courtenay com a nou emperador. Llavors estava a França on era regent dels comtats de Nevers, Auxerre i Tonnerre i va anar a Orient amb un petit contingent, i quan travessava l'Epir fou fet presoner pel dèspota Teodor I Àngel (1217). Iolanda en canvi va poder arribar sana i estàlvia per via marítima i en absència de Pere (la sort del qual era desconeguda llavors) fou declarada regent; va poder aturar els atacs de Teodor de Nicea i va acordar el matrimoni d'aquest amb la seva filla Maria. Pere va morir presoner el 1219. La senyoria va continuar lligada a la casa dels Couternay emperadors; part dels dominis a França foren venuts i la resta van passar a Carles de Valois (fill de Felip l'Intrepid) pel matrimoni celebrat el 28 de febrer de 1302 entre aquest i l'hereva Caterina de Courtenay (+1308). Carles fou emperador titular de Constantinoble i rei titular d'Aragó, i comte de Valois, Alençon, Chartres, Anjou i Maine. La senyoria de Courtenay i els drets a l'Imperi, al venir de la seva dona, van passar a la descendència d'aquesta i com que el fill gran va morir amb poca diferència a la mare, i els altres tres fills eren tot noies, va passar a la gran, Caterina II (1303 † 1346), emperadriu titular de Constantinoble i casada amb Felip I de Tàrent (1278 † 1332). La senyoria va esdevenir tant nominal com l'imperi.
Pere II va tenir 9 germans dels quals set eren noies i dos nois: Robert (+ a Palestina el 5 d'octubre de 1239), senyor de Champignelles, de Châteaurenard, de Charny-en-Gâtinais i de Conches el 1205, tronc dels senyors de Champignelles; i Guillem, senyor de Tanlay i de Mailly-le-Château, tronc dels senyor de Tanlay (+ vers 1240).

## Llista de senyors
- Ató vers 1030-1060
- Josceli I vers 1060-1100
- Miló vers 1100-1147
- Guillem vers 1147-1150
- Renald vers 1150-1161
- Expropiació pel rei de França
- Elisabet de Courtenay 1161-1205
- Pere I de Courtenay (Pere de França) 1161-1180/1183
- Pere II de Courtenay 1180/1183-1219 (emperador Pere I de Constatinoble 1217-1219)
- Robert I de Courtenay 1221-1228
- Balduí II de Courtenay 1228-1273 (emperador fins a 1261)
- Felip de Courtenay 1273-1283
- Caterina I 1283-1308
- Carles I de Valois 1302-1325
- Caterina II 1308-1346

## Genealogia de la casa capeta de Courtenay
```
Lluís VI el Gras
 (1081-1137), rei de França
x 2) 
Adela de Savoia

(
Capets directes
)
│
├2>
Lluís VII
 (1120-1180), rei de França
│ │
│ └─> (
Capets directes
)
│
├2>
Robert I
 (1123-1188), comte de Dreux
│ │
│ └─> 
Casa capeta de Dreux

│
└2>
Pere I
 (1126-1183)
x Elisabet de Courtenay (1127-1205), senyora de Courtenay
│
├─>
Pere II
 (1155-1219), emperador llatí
│ x 1) 
Agnès I
, comtessa de Nevers, d'Auxerre i de Tonnerre
│ x 2) 
Violant d'Hainaut

│ │
│ ├1>
Matilde
 (1188-1257), comtessa de Nevers, d'Auxerre i de Tonnerre
│ │ x 1) 
Hervé IV de Donzy

│ │ x 2) 
Guigó IV de Forez

│ │
│ ├2>
Margarita
 (1194-1270)
│ │ x 1) 
Raül de Lusignan
, comte d'Issoudun
│ │ x 2) Enric, senyor de Vianden
│ │
│ ├2>
Felip II
 (1195-1226), marcgravi o marquès de Namur
│ │
│ ├2>Sibil·la (1197-1210), monja
│ │
│ ├2>Elisabet (1199-ap.1269)
│ │ x 1) Gaucher, comte de Bar sur Seine
│ │ x 2) Eudes de Borgonya, senyor de Montaigu
│ │
│ ├2>Iolanda (1200-1233)
│ │ x 
Andreu II d'Hongria

│ │
│ ├2>
Robert I
 (1201-1228), emperador llatí
│ │
│ ├2>Agnès (1202-ap.1247)
│ │ x 
Godofreu II de Villehardouin
, príncep de Morea
│ │
│ ├2>Maria (1204-1222)
│ │ x 
Teodor I Làscaris

│ │
│ ├2>
Enric
 (1206-1229), marquès de Namur
│ │
│ ├2>Eleonor (1208-1230)
│ │ x Felip I de Montfort, senyor de Castres
│ │
│ ├2>Constança (1210-), monja a Fontrevault
│ │
│ └2>
Balduí II
 (1218-1273), emperador llatí
│ x Maria de Brienne
│ │
│ └─>
Felip 
 (1243-1283)
│ x Beatriu de Nàpols
│ │
│ └─>
Caterina

│ x 
Carles de França

│
├─>Ne (1158-)
│ x Eudes de la Marca
│
├─>Alícia de Courtenay
│ x 1) Guillem de Joigny
│ x 2) 
Aimar Tallaferro

│
├─>Eustàquia (1164-1235)
│ x 1) Guillem de Brienne, senyor de Ramerupt
│ x 2) Guillem I de Champlitte, príncep d'Acaia
│ x 3) 
Guillem I
, comte de Sancerre
│
├─>Clemència
│ x Guiu VI, vescomte de Thouars
│
├─>Robert (1168-1239), senyor de Champignelles-en-Puisaye
│ x 1) Constança de Toucy
│ x 2) Mafalda de Mehun-sur-Yevre
│ │
│ ├1>Clemença (1202-1250)
│ │ x Joan II de Donjon
│ │
│ ├1>Agnès (1204-)
│ │ x Raül del Fresne
│ │
│ ├2>Blanca (1217-)
│ │ x 
Lluís I
, comte de Sancerre
│ │
│ ├2>Pere (1218-1250), senyor de Conches i de Mehun
│ │ x Peronella de Joigny
│ │ │
│ │ └─>
Amícia
 (1250-1275)
│ │ x 
Robert II d'Artois

│ │
│ ├2>Isabel (1219-1257)
│ │ x 1) Renald II de Montfaucon
│ │ x 2) 
Joan I de Borgonya
, comte de Châlon
│ │
│ ├2>Felip (1221-1246), senyor de Champignelles
│ │
│ ├2>Raül (1223-1271), senyor d'Illiers en Auxerrois, comte de Chieti
│ │ x Alix de Montfort, comtessa de Bigorra
│ │ │
│ │ └2>Mafalda (1254-1303)
│ │ x Felip de Dampierre, comte de Teano
│ │
│ ├2>
Robert
 (1224-1279), bisbe d'Orléans
│ │
│ ├2>
Joan
 (1226-1271), arquebisbe de Reims
│ │
│ └2>Guillem (1228-1280), senyor de Champignelles
│ x 1) Margarita de Borgonya-Auxonne
│ x 2) Agnès de Toucy
│ │
│ ├1>
Robert
 (1251-1324), arquebisbe de Reims
│ │
│ ├1>Isabel (1253-1296)
│ │ x Guillem de Dampierre, senyor de Bessay
│ │
│ ├1>Margarita (1256- després de 1290)
│ │ x 1) Raül d'Estrées
│ │ x 2) Renald de Trie
│ │
│ ├1>Pere (1259-1290)
│ │
│ └2>Joan I (1265-1318), senyor de Champignelles
│ x Joana de Sancerre
│ │
│ ├─>
Joan II
 (1291-1334), senyor de Champignelles
│ │ x Margarita de Saint-Verain
│ │ │
│ │ ├─>Alix (1329-1370)
│ │ │ x Erard de Thianges
│ │ │
│ │ ├─>
Joan III
 (1330-1392), senyor de Champignelles
│ │ │ x Margarita de Thianges
│ │ │
│ │ └─>
Pere II
 (1334-1394), senyor de Champignelles
│ │ x Agnès de Mehun
│ │ │
│ │ ├─>
Pere III
 (1377-1411), senyor de Champignelles
│ │ │ x Joana de Châtillon-sur-Loing
│ │ │ │
│ │ │ └─>
Joan IV
 (1410-1472)
│ │ │ x 1) Isabel de Châtillon-sur-Marne
│ │ │ x 2) Margarita de Longval
│ │ │
│ │ ├─>Maria (1373- després de 1409)
│ │ │ x Guillem de la Grange
│ │ │
│ │ ├─>Agnès (1375-ap.1414)
│ │ │ x 1) Hug d'Autry
│ │ │ x 2) Joan de Saint-Julien
│ │ │
│ │ ├─>Joan I (1379-1460), senyor de Bleneau
│ │ │ x Caterina de l'Hôpital
│ │ │ │
│ │ │ ├─>
Joan II
 (1425-1480), senyor de Bleneau
│ │ │ │ x Margarita de Boucard
│ │ │ │ │
│ │ │ │ ├─>Margarita (1459- després de 1479) monja
│ │ │ │ │
│ │ │ │ ├─>Lluïsa (1460-després de 1510)
│ │ │ │ │ x Claudi de Chamigny
│ │ │ │ │
│ │ │ │ ├─>Antonieta (1462-ap.1485)
│ │ │ │ │ x Joan de Longeau
│ │ │ │ │
│ │ │ │ └─>
Joan III
 (1465-1511), senyor de Bléneau
│ │ │ │ x 1) Caterina de Boulainvilliers
│ │ │ │ x 2) Magdalena de Plancy
│ │ │ │ │
│ │ │ │ ├2>
Francesc I
 (1495-1561), senyor de Bléneau
│ │ │ │ │ x 1) Margarita de La Barre
│ │ │ │ │ x 2) Edmeu de Quinquet
│ │ │ │ │ │
│ │ │ │ │ ├1>Francesca (1538-després de 1566) 
│ │ │ │ │ │ x Antoni de Linières
│ │ │ │ │ │
│ │ │ │ │ ├1>Margarita (1540-jove)
│ │ │ │ │ │
│ │ │ │ │ ├2>Susana (1548-després de 1584) 
│ │ │ │ │ │ x Joaquim de Chastenay
│ │ │ │ │ │
│ │ │ │ │ ├2>
Gaspar
 (1550-1609), senyor de Bléneau
│ │ │ │ │ │ x 1) Edmeu de Chesnay
│ │ │ │ │ │ x 2) Lluís d'Orléans
│ │ │ │ │ │ │
│ │ │ │ │ │ ├1>Joana (1573-1638), priora a Montargis
│ │ │ │ │ │ │
│ │ │ │ │ │ ├1>Francesc II (1575-1602)
│ │ │ │ │ │ │
│ │ │ │ │ │ ├1>
Edmeu
 (1577-1640), senyor de Bléneau 
│ │ │ │ │ │ │ x Caterina de Sart-de-Thury
│ │ │ │ │ │ │ │
│ │ │ │ │ │ │ ├─>Isabel Angelica (1601-), monja
│ │ │ │ │ │ │ │
│ │ │ │ │ │ │ └─>
Gaspar II
 (1602-1655), senyor de Bléneau
│ │ │ │ │ │ │ x Magdalena de Châtillon
│ │ │ │ │ │ │
│ │ │ │ │ │ ├1>Edmeu (1580-1641), priora a Montargis
│ │ │ │ │ │ │
│ │ │ │ │ │ ├1>Claudi (1582-1612) 
│ │ │ │ │ │ │ x Antoni de Brenne
│ │ │ │ │ │ │
│ │ │ │ │ │ └1>Gaspara (1585-després de 1636) 
│ │ │ │ │ │ x 1) Claudi de Bigny 
│ │ │ │ │ │ x 2) Jaume de Bossu 
│ │ │ │ │ │ x 3) Pau de Thianges
│ │ │ │ │ │
│ │ │ │ │ ├2>Odet (1552-ap.1595) senyor de Parc-Viel
│ │ │ │ │ │
│ │ │ │ │ ├2>Magdalena (1555-després de 1599) 
│ │ │ │ │ │ x Jaume de Lenfernat
│ │ │ │ │ │
│ │ │ │ │ ├2>Carles (1557-)
│ │ │ │ │ │
│ │ │ │ │ ├2>Joan (1559-després de 1624) senyor de Salles i de Coudray 
│ │ │ │ │ │ x Magdalena de Preuilly
│ │ │ │ │ │ │
│ │ │ │ │ │ ├2>Jaume (1606-)
│ │ │ │ │ │ │
│ │ │ │ │ │ ├2>Magdalena (1607-)
│ │ │ │ │ │ │ x Adrià de Gentils
│ │ │ │ │ │ │
│ │ │ │ │ │ └2>Joana (1609-)
│ │ │ │ │ │
│ │ │ │ │ └2>Maria Elisabet (1560-després de 1595) 
│ │ │ │ │ x Francesc de Loron
│ │ │ │ │
│ │ │ │ ├2>Felip (1497-1547), abat de Lauroy
│ │ │ │ │
│ │ │ │ ├2>Edmeu (1501-1553), senyor de Villars
│ │ │ │ │ x Vendelina de Nicey
│ │ │ │ │ │
│ │ │ │ │ └─>una filla (1532-1552)
│ │ │ │ │
│ │ │ │ ├2>Joan (1505-), cavaller de Malta
│ │ │ │ │
│ │ │ │ └2>Antonieta (1510-després de 1550)
│ │ │ │ x Francesc du Monceau
│ │ │ │
│ │ │ ├─>Guillem de Courtenay (1427-ap.1485), senyor de Coquetaine-en-Brie
│ │ │ │ x Antonieta des Marquets
│ │ │ │
│ │ │ ├─>Pere (1429-1504), senyor de la Ferté-Loupière
│ │ │ │ │
│ │ │ │ ├─>Hèctor (1475-1549), senyor de la Ferté-Loupière 
│ │ │ │ │ x Claudi d'Ancienville
│ │ │ │ │ │
│ │ │ │ │ ├─>Renat (1510-1562), senyor de la Ferté-Loupière 
│ │ │ │ │ │ x Anna de la Magdeleine
│ │ │ │ │ │
│ │ │ │ │ ├─>Felip (1512-1552) senyor de la Villeneuve
│ │ │ │ │ │
│ │ │ │ │ ├─>Joana (1514-ap.1597) 
│ │ │ │ │ │ x 1) Felip de Saint-Phalle
│ │ │ │ │ │ x 2) Tita de Castelnau
│ │ │ │ │ │ x 3) Francesc de Verneuil
│ │ │ │ │ │
│ │ │ │ │ ├─>Barba (1515-ap.1550)
│ │ │ │ │ │ x 1) Felip de Boisserans
│ │ │ │ │ │ x 2) Gil de Cullon
│ │ │ │ │ │
│ │ │ │ │ ├─>Maria (1517-ap.1565)
│ │ │ │ │ │ x Joan de Sailly
│ │ │ │ │ │
│ │ │ │ │ └─>Carlota (1520-ap.1565)
│ │ │ │ │ x 1) Joan des Marins
│ │ │ │ │ x 2) Julià de Condé
│ │ │ │ │ x 3) Nicolau de la Croix
│ │ │ │ │
│ │ │ │ ├─>Joan (1477-1534), senyor de Chevillon 
│ │ │ │ │ x Loueta Le Chantier
│ │ │ │ │ │
│ │ │ │ │ ├─>Jaume (1515-1557), senyor de Chevillon
│ │ │ │ │ │
│ │ │ │ │ ├─>Marta (1517-ap.1545)
│ │ │ │ │ │ x Marc Eduard de Giverlay
│ │ │ │ │ │
│ │ │ │ │ └─>Guillem (1520-1592) senyor de Chevillon 
│ │ │ │ │ x Margarita Fretel
│ │ │ │ │ │
│ │ │ │ │ ├─>Francesc (1555-jeune)
│ │ │ │ │ │
│ │ │ │ │ ├─>Jaume II (1556-1617) senyor de Chevillon
│ │ │ │ │ │
│ │ │ │ │ ├─>Renat (1561-ap.1638) abat
│ │ │ │ │ │
│ │ │ │ │ ├─>Joan II (1566-1639) senyor de Chevillon
│ │ │ │ │ │ │
│ │ │ │ │ │ ├─>Magdalena (1601-1670)
│ │ │ │ │ │ │
│ │ │ │ │ │ ├─>Amícia (1606-després de 1650)
│ │ │ │ │ │ │ x Jaume de Belloy
│ │ │ │ │ │ │
│ │ │ │ │ │ ├─>
Lluís I
 (1610-1672), senyor de Chevillon
│ │ │ │ │ │ │ x Lucrècia Cristina de Césy
│ │ │ │ │ │ │ │
│ │ │ │ │ │ │ ├─>Gabriela Carlota (1639-1652)
│ │ │ │ │ │ │ │
│ │ │ │ │ │ │ ├─>
Lluís Carles
 (1640-1723), senyor de Chevillon
│ │ │ │ │ │ │ │ x 1) Maria de Lameth
│ │ │ │ │ │ │ │ x 2) Maria Elena de Besançon
│ │ │ │ │ │ │ │ │
│ │ │ │ │ │ │ │ ├1>Lluís Gastó(1669-1691)
│ │ │ │ │ │ │ │ │
│ │ │ │ │ │ │ │ ├1>
Carles Roger
 (1671-1730), senyor de Chevillon
│ │ │ │ │ │ │ │ │ x Maria de Bretanya
│ │ │ │ │ │ │ │ │
│ │ │ │ │ │ │ │ ├1>un fill (1676-1676)
│ │ │ │ │ │ │ │ │
│ │ │ │ │ │ │ │ └2>
Elena
 (1689-1768)
│ │ │ │ │ │ │ │ x Lluís Benigne de 
Bauffremont

│ │ │ │ │ │ │ │
│ │ │ │ │ │ │ ├─>Cristina (1641-)
│ │ │ │ │ │ │ │
│ │ │ │ │ │ │ ├─>Lucrècia (1643-), monja a Sens
│ │ │ │ │ │ │ │
│ │ │ │ │ │ │ ├─>un fill (1644-1645)
│ │ │ │ │ │ │ │
│ │ │ │ │ │ │ ├─>
Roger
 (1647-1733), abat a Auxerre
│ │ │ │ │ │ │ │
│ │ │ │ │ │ │ └─>Joan Armand (1652-1677)
│ │ │ │ │ │ │
│ │ │ │ │ │ └─>Robert (1619-després de 1647)
│ │ │ │ │ │
│ │ │ │ │ └─>Caterina (1568-després de 1600)
│ │ │ │ │ x Edmeu de Chevry
│ │ │ │ │
│ │ │ │ ├─>Carles (1480-1511), senyor de Bontin
│ │ │ │ │
│ │ │ │ ├─>Edmeu (1483-1561) 
│ │ │ │ │ x Guillem de Quinquet
│ │ │ │ │ │
│ │ │ │ │ └─>
Edmeu de Quinquet

│ │ │ │ │ x Francesc I de Courtenay (1495-1561), senyor de Bléneau
│ │ │ │ │
│ │ │ │ ├─>Lluís I (1485-1540), senyor de la Ville-au-Tartre
│ │ │ │ │ x Carlota de Mesnil-Simon
│ │ │ │ │ │
│ │ │ │ │ ├─>Barba (1524-) 
│ │ │ │ │ │ x 1) Felip de Saint-Phale 
│ │ │ │ │ │ x 2) Francesc de Thianges
│ │ │ │ │ │
│ │ │ │ │ ├─>Francesc (1526-1578) senyor de Boutin
│ │ │ │ │ │ x Lluïsa de Jaucourt
│ │ │ │ │ │ │
│ │ │ │ │ │ ├─>Francesca (1558-després de 1583)
│ │ │ │ │ │ │ x Guiu de Béthune, senyor de Mareuil
│ │ │ │ │ │ │
│ │ │ │ │ │ └─>Anna (1564-1589)
│ │ │ │ │ │ x Maximilià de Béthune, duc de Sully
│ │ │ │ │ │
│ │ │ │ │ ├─>Lluís II (1527-1565) senyor de Bontin
│ │ │ │ │ │
│ │ │ │ │ └─>Joana (1529-ap.1583)
│ │ │ │ │ x Francesc de Rochefort
│ │ │ │ │
│ │ │ │ ├─>Pere (1487-1525), senyor de Martroy
│ │ │ │ │
│ │ │ │ ├─>Edmeu (1489-1516), senyor de Frauville
│ │ │ │ │
│ │ │ │ └─>Blanca (1492-ap.1552) 
│ │ │ │ x Marc de Mathelan
│ │ │ │
│ │ │ ├─>Agnès (1431-ap.1482) 
│ │ │ │ x Joan de Pierre-es-Champs
│ │ │ │
│ │ │ ├─>Pere (1433-1461), senyor d'Arrablay
│ │ │ │
│ │ │ ├─>Carles (1434-1488), senyor d'Arrablay 
│ │ │ │ x Joana de Chéry
│ │ │ │ │
│ │ │ │ ├─>Francesc (1485-ap.1540), senyor d'Arrablay 
│ │ │ │ │ x Francesca de Menipeny
│ │ │ │ │ │
│ │ │ │ │ └─>Gilberta (1521-després de 1590) 
│ │ │ │ │ x Francesc de Champigny
│ │ │ │ │
│ │ │ │ └─>Joana (1487-) 
│ │ │ │ x Joan de Guerchy
│ │ │ │
│ │ │ ├─>Isabel (1436-després de 1461) 
│ │ │ │ x Joan des Fours
│ │ │ │
│ │ │ └─>Caterina (1440-després de 1510) 
│ │ │ x Simó d'Ache,senyor de Serquigny
│ │ │
│ │ └─>Anna (1385-ap.1415)
│ │
│ ├─>Felip (1292-1346), senyor de 
la Ferté-Loupière

│ │ x 1) Margarita d'Arrablay
│ │ x 2) Alix Mannessier
│ │ │
│ │ ├1>Margarita (1326-)
│ │ │ x Raül de Senlis
│ │ │
│ │ ├1>Joana (1345-ap.1455)
│ │ │ x Gaucher de Bruillart
│ │ │
│ │ └2>Joan I (1346-1412), senyor de 
la Ferté-Loupière

│ │ x 1) Peronella de Manchecourt
│ │ x 2) Anna de Thianges
│ │ │
│ │ └─>Joan II (1388-1438), senyor de 
la Ferté-Loupière

│ │ │
│ │ ├─>Joana (1421-ap. 1455)
│ │ │ x Guiu de Gournay
│ │ │
│ │ └─>Miquela (1423-ap. 1455)
│ │ x Miquel Bourdin
│ │
│ ├─>Margarita (1294-ap.1335)
│ │ x Robert de Châtillon en Bazois
│ │
│ ├─>Robert (1296-1331), monjo
│ │
│ ├─>Joana (1298-després de 1318)
│ │
│ ├─>Guillem (1299-ap.1331), veguer o vescomte de Reims
│ │
│ ├─>Esteve (1305-1348), sacerdot
│ │
│ └─>Pere (1305-1348), senyor d'Autry
│ x Margarita de la Louptière-sur-Toulon
│ │
│ ├─>Joana (1338-ap.1362)
│ │ x Joan de Beaumont, senyor de Coudray
│ │
│ ├─>Isabel (1340-)
│ │ x 1) Guillem de Roigny
│ │ x 2) Enriquetta Eullet
│ │ x 3) Pere de la Tour
│ │
│ └─>Joana (1342-)
│
├─>Guillem (1172-1248), senyor de Tanlay
│ x 1) Adelina de Noyers, dame de Tanlay
│ x 2) Nicolau
│ │
│ ├1>Robert I (1205-1260), senyor de Tanlay
│ │ x 1) Margarita de Mello
│ │ x 2) Margarita de Ravières
│ │ │
│ │ ├1>Maria (1228-1282)
│ │ │ x Guillem de Joinville
│ │ │
│ │ └1>Joan I (1230-1285), senyor de Tanlay
│ │ x Margarita de Plancey 
│ │ │
│ │ ├─>Maria (1258-ap.1306)
│ │ │ x Guiu de Montréal
│ │ │
│ │ ├─>Robert II (1260-1310), senyor de Tanlay
│ │ │ x Agnès de Saint-Yon
│ │ │ │
│ │ │ ├─>Guillem II (1285-), senyor de Tanlay
│ │ │ │ x Agnès de Mornay
│ │ │ │ │
│ │ │ │ ├─>Robert III (1307-1346), senyor de Tanlay
│ │ │ │ │ x Laura de Bordeaux
│ │ │ │ │
│ │ │ │ ├─>Joan II (1308-1342), senyor de Tanlay
│ │ │ │ │ x Odeta de Pleepape
│ │ │ │ │
│ │ │ │ └─>Felip II (1320-1384), senyor de Tanlay
│ │ │ │ x Filiberta de Châteauneuf
│ │ │ │ │
│ │ │ │ ├─>Pere (1352-1383)
│ │ │ │ │
│ │ │ │ ├─>Joana (1354-1404)
│ │ │ │ │ x 1) Joan de Champigny
│ │ │ │ │ x 2) Hug Postel, senyor d'Ailly
│ │ │ │ │
│ │ │ │ ├─>Esteve (1356-1383), senyor de Ravières
│ │ │ │ │ x 1) Joana de Marmeaux
│ │ │ │ │ x 2) Margarita de Thianges
│ │ │ │ │ │
│ │ │ │ │ └1>Joana (1377-1404), senyora de Tanlay
│ │ │ │ │ x 1) Guillem de Blaisy
│ │ │ │ │ x 2) Robert de Chaslus
│ │ │ │ │
│ │ │ │ └─>Alixant (1358-ap.1409) abadessa de Nostra Senyora de Crisenon
│ │ │ │
│ │ │ ├─>Agnès (1289-després de 1315)
│ │ │ │ x Robert de Rochefort
│ │ │ │
│ │ │ └─>Felip (1292-després de 1315), prior
│ │ │
│ │ ├─>Esteve (1262-després de 1332), senyor de 
Tanerre

│ │ │ x Magdalena de Valéry
│ │ │
│ │ ├─>Felip (1264-1300), senyor de 
Ravières

│ │ │
│ │ └─>Joan (1266-1300) abat de 
Quincey

│ │
│ ├1>Joan (120-després de 1248)
│ │
│ ├1>Joana (1208-ap.1250)
│ │ x Pere de Coral
│ │
│ ├1>Alix (1209-després de 1243)
│ │ x Milon de Tonnerre
│ │
│ └1>Balduí (1211-després de 1222)
│
├─>Felip 
│
├─>Isabel
│ x Aimó III, senyor de 
Charost

│
└─>Constança 
x 1) Gasca de Poissy
x 2) Guillem de Breteuil
```